# M50 (Irland)

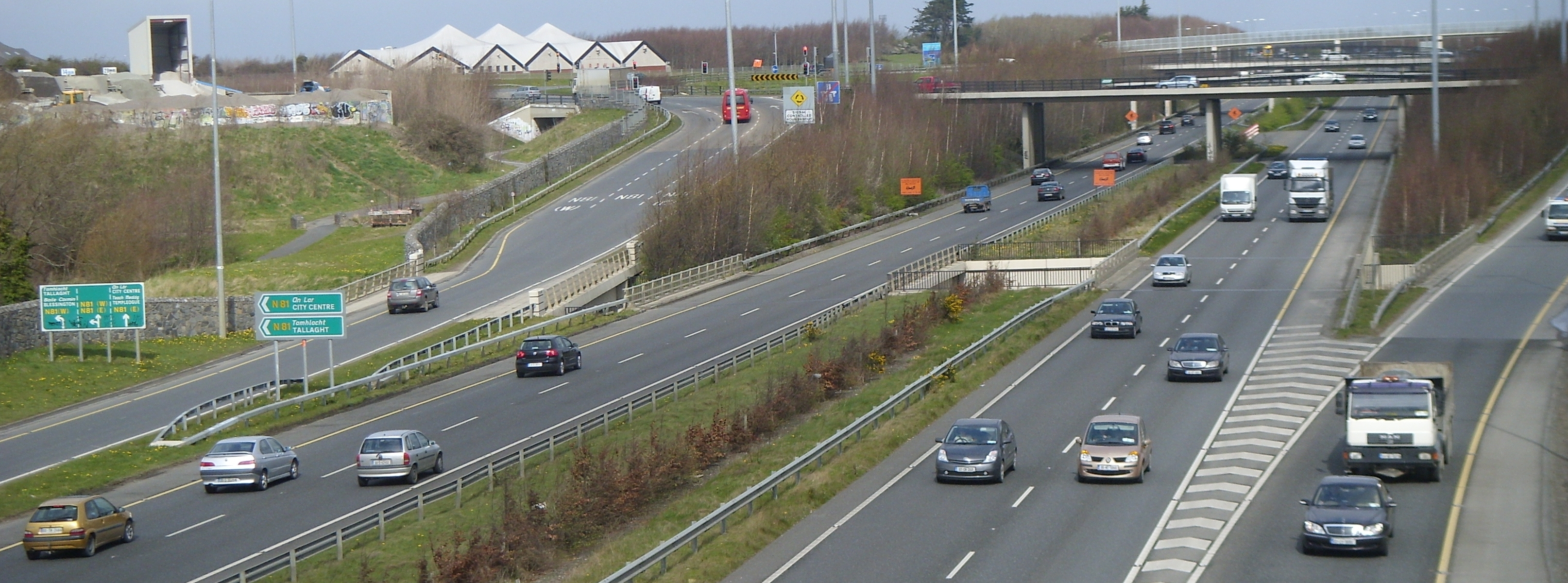

M50 är en motorväg i Republiken Irland. Den går i en 45,5 km lång ring runt västra Dublin.
I Irland är det till skillnad från många länder i Europa inget eget nummersystem för motorvägar, endast en lista nationella vägar. De skyltas N och nummer när det inte är motorväg och M och nummer när det är motorväg. M50 är lite speciell eftersom den är motorväg hela sin sträckning. Som de flesta motorvägssträckor i Irland byggdes den efter 1990. Den byggdes i etapper och fullbordades 2005.